# 韦继松
韦继松（1933年—），男，壮族，广西宜山人，中华人民共和国政治人物，曾任广西壮族自治区人民政府副主席，广西壮族自治区人大常委会副主任，第七、八、九届全国人大代表。